# Obertaufkirchen
Obertaufkirchen település Németországban, azon belül Bajorországban. Lakosainak száma 2743 fő (2023. december 31.). Obertaufkirchen Sankt Wolfgang, Reichertsheim, Rattenkirchen, Schwindegg és Dorfen községekkel határos.

## Népesség
A település népessége az elmúlt években az alábbi módon változott:
| Lakosok száma | 906  | 1492 | 1754 | 1722 | 2410 | 2448 | 2521 | 2567 | 2641 | 2743 |
|               | 1875 | 1950 | 1975 | 1987 | 2012 | 2014 | 2016 | 2017 | 2021 | 2023 |